# Gospa Coromotska
Gospa Coromotska, Gospa od Coromota (špa. Virgen de Coromoto) je jedno od imena kojim katolici nazivaju Blaženu Djevicu Mariju, a glede njezina ukazanja u Venezueli 1652. godine.
Kult Gospe Coromotske je posebice raširen u Venezueli, državi čija je zaštitnica.

## Povijest
Kada je gradić Guanare, glavni grad pokrajine Portuguesa bio utemeljen 1591., domorodci koji su živjeli u tom kraju, Cospes, bježali su u divljinu sjeverno od grada za pobjeći od konkvistadora. Time su otežali evangalizaciju tih krajeva koje je bila započela Katolička Crkva.
Legenda govori da je prvo Marijino ukazanje bilo 8. rujna 1652. u divljini, gdje su pobjegli Indiosi iz plemena Cospes. Obratila se njihovom poglavici Coromotu i njegovoj supruzi na njihovom jeziku, rekavši im: "Idite u kuću bijelih ljudi i zatražite od njih da vam poliju vodu po glavi da biste mogli ići na nebo.", zapravo, zatraživši tako od njih pokrstiti se.
Prema usmenoj predaji, poglavica je sve ispričao njegovom encomenderu don Juanu Sánchezu o ukazanju. Odgovorio mu je neka se pripremi sa svojim plemenom za primiti katekizam i da će krštenje biti za osam dana.
Nekoliko Cospeca se pokrstilo, ali ne i poglavica, koji je pobjegao, bojeći se da u novoj vjeri neće biti priznat kao zakoniti poglavica. Pobjegao je u prašumu, a onda mu se Gospa po drugi put ukazala. Poglavicu Coromota je zaslijepio bijes i ispružio je ruku za zgrabiti ukazanje, no ona je uto iščezla. Ukazanje se potvrdilo čudesnim biljegom na vlaknima obližnjeg stabla, koje se poslije pokupilo. Danas ih se štuje u nacionalnom svetištu Naše Gospe Coromotske.
Coromotovo je ispripovijedao da ga je ugrizla zmija otrovnica i da se vratio u Guanare. Na samrti je zaiskao krstiti se. Krstio ga je netko iz grada Barinasa. Pokrstivši se, izliječio se od otrova, uzeo je kršćansko ime Angel Custodio. Zatražio je od od ostalih Cospes indiosa, koji su se pod njegovim zapovjedništvom opirali konkvistadorima pokrstiti, neka se pokrste. Poslije nekoliko godina je umro u dubokoj starosti.

## Kult
Papa Pio XII. je 1950. proglasio Našu Gospu Coromotsku sveticom zaštitnicom države Venezuele.
Papa Ivan Pavao II. je okrunio njen kipić prigodom svojeg posjeta marijanskom svetištu Guanare, a papa Benedikt XVI. je izdigao nacionalno svetište Naše Gospe Coromotske na razinu manje bazilike (basilica minore).

## Vanjske poveznice
- Službene stranice
- Venezuela virtual mipunto.com
- Venezuela Tuya